# Chapelle Saint-Éloi d'Hautmont
Pour les articles homonymes, voir Chapelle Saint-Éloi.
La chapelle Saint-Éloi d'Hautmont est une chapelle dédiée à Saint Éloi située à Hautmont dans le département du Nord.
La chapelle en totalité est inscrite au titre des monuments historiques par arrêté du 6 janvier 2005.